# Michael Bolton (álbum)
Michael Bolton  é o terceiro álbum de estúdio do músico, cantor e compositor estadunidense Michael Bolton, lançado em 1983.
Este é o primeiro álbum lançado sob o nome artístico do cantor, os dois anteriores, Michael Bolotin e Everyday of My Life, foram lançados com o seu nome de batismo, Michael Bolotin.

## Faixas
1. "Fools Game" - 3:56 (Brooks, Mangold, Bolton)
2. "She Did the Same Thing" - 3:52 (Bolton)
3. "Hometown Hero" - 3:41 (Bolton, Zito)
4. "Can't Hold On, Can't Let Go" - 3:22 (Bolton)
5. "Fighting for My Life" - 3:28 (Bolton)
6. "Paradise" - 4:00 (Bolton, Zito)
7. "Back in My Arms Again" - 3:14 (Holland, Dozier, Holland)
8. "Carrie" - 3: 00 (Bolton)
9. "I Almost Believed You" - 4:05 (Bolton, Henderson)

## Desempenho nas paradas
| Paradas (1983) | Melhor posição |
| -------------- | -------------- |
| Billboard 200  | 89             |

| Ano  | Single       | Parada            | Posição |
| ---- | ------------ | ----------------- | ------- |
| 1983 | "Fools Game" | Mainstream Rock   | 27      |
| 1983 | "Fools Game" | Billboard Hot 100 | 82      |